# Ана Христић
Ана Христић (Београд, 1885 – Лондон, 1977) била је српска новинарка,  добровољна болничарка у Првом балканском рату и  суфражеткиња Болнице шкотских жена у Србији током  Великог рата.

## Живот и каријера
Рођена је 1885. године у Београду од оца Љубомира Христића, сина познатог српског политичара, у више мандата председника владе Кнежевине и Краљевине Србије Николе Христића, и мајке, Иркиње, Елизабете Беси О’Брајан, писца и борца за женска права.
Једно време, следећи оца на његовим дипломатским задацима, живела је у Петровграду, али је пропутовала и већи део Европе, да би, 1905. године, отишла на студије у Енглеску. Током студија постала је новинар лондонског недељника Дејли Експрес (Daily Express). Следећи идеале своје мајке, укључила се и у борби за женска права.
Као студенткиња и млада новинарка Ана је, 1907.године, била чланица српске делегације на Балканској изложби у Лондону, а потом и представница Српског народног женског савеза на Међународном конгресу за женска права одржаном у британској престоници, 1909. године.

### Балкански ратови
По избијању Првог балканског рата, Ана се са породицом вратила у Београд,  и одмах укључила у рад санитетске службе као добровољна болничарка. Истовремено збрињавајући рањеника и болеснике уредно је слала и дописе из Србије својим матичним новинама, које су преузимали и други британски и амерички листови.

### Велики рат
У Србији је 1914. године затекао и Велики рат. Када је на почетку 1915. године у Крагујевац стигла прва јединица Болнице шкотских жена, настала из британског сифражетског покрета, Ана је одмах одлучила да им се придружи пружи своју помоћ, као болничарка и као преводилац, и у овом рату Ана не прекида да пише за британске новине.
По доласку у Крагујевац, чланице јединице Болнице шкотских жена су се неочекивано суочиле са разорним последицама епидемије три тифуса и схватајући да је њихова помоћ потребна широм Србије одлучиле су да формирају болнице и у другим најугроженијим местима. Тако је почело формирање њихове Друге јединице за Србију. 
Мисија Христић
Када је избила епидемија тифуса већ у великој мери Ана је са Болницом шкотских жена била укључена у борбу против ње у Младеновцу, Лазаревцу и Ваљеву. У Ваљеву се Ана суочила са страхотама епидемије у њеном пуном замаху, о чему је извештавала и читаоце свога листа, а у ишчекивању доласка нове шкотске болничке јединице, заједно са мајком Елизабетом покренула је малу независну мисију – „Мисију Христић“. Новац за рад мисије је сакупљен уз пуну подршку Daily Expressа и других британских листова који су преносили њене чланке. Поред Ане и Елизабете, у мисији су радиле и четири  професионалне болничарке, три из Енглеске и једна из Норвешке. Поред болничког рада при мисији је постојао и магацин санитетске опреме, одеће, обуће и резерви хране. Мисија Христић је у Ваљеву остала све до 19. октобра 1915. године, када је, непосредно пре нове окупације, град на Колубари напуштен.

### Награде
Христић је одликована орденом белог орла и орденом Светог Саве, медаљом Црвеног крста Југославије и чехословачким белим лавом.